# Langholm
Langholm est un burgh dans le district de Dumfries and Galloway au sud-ouest de l'Écosse, situé 48 km à l'est de Dumfries et 27 km au nord de Carlisle.

## Histoire
Le burgh s'est développé autour de son industrie textile. Il est surtout connu pour être le lieu de naissance du poète Hugh MacDiarmid et le l'ingénieur Thomas Telford.

## Personnalités
- Le clan Armstrong dont est issu Neil Armstrong a son siège dans cette ville, le Clan Armstrong Trust Centre.
- Dorothy Donaldson Buchanan (1899-1985), ingénieure civile écossaise et première femme membre de l'Institution of Civil Engineers, est née à Langholm.